# Dargomyśl (Radowo Małe)
Dargomyśl (deutsch Hoffelde) ist ein Dorf in der Woiwodschaft Westpommern in Polen. Es gehört zur Gmina Radowo Małe (Gemeinde Klein Raddow) im Powiat Łobeski (Labeser Kreis).

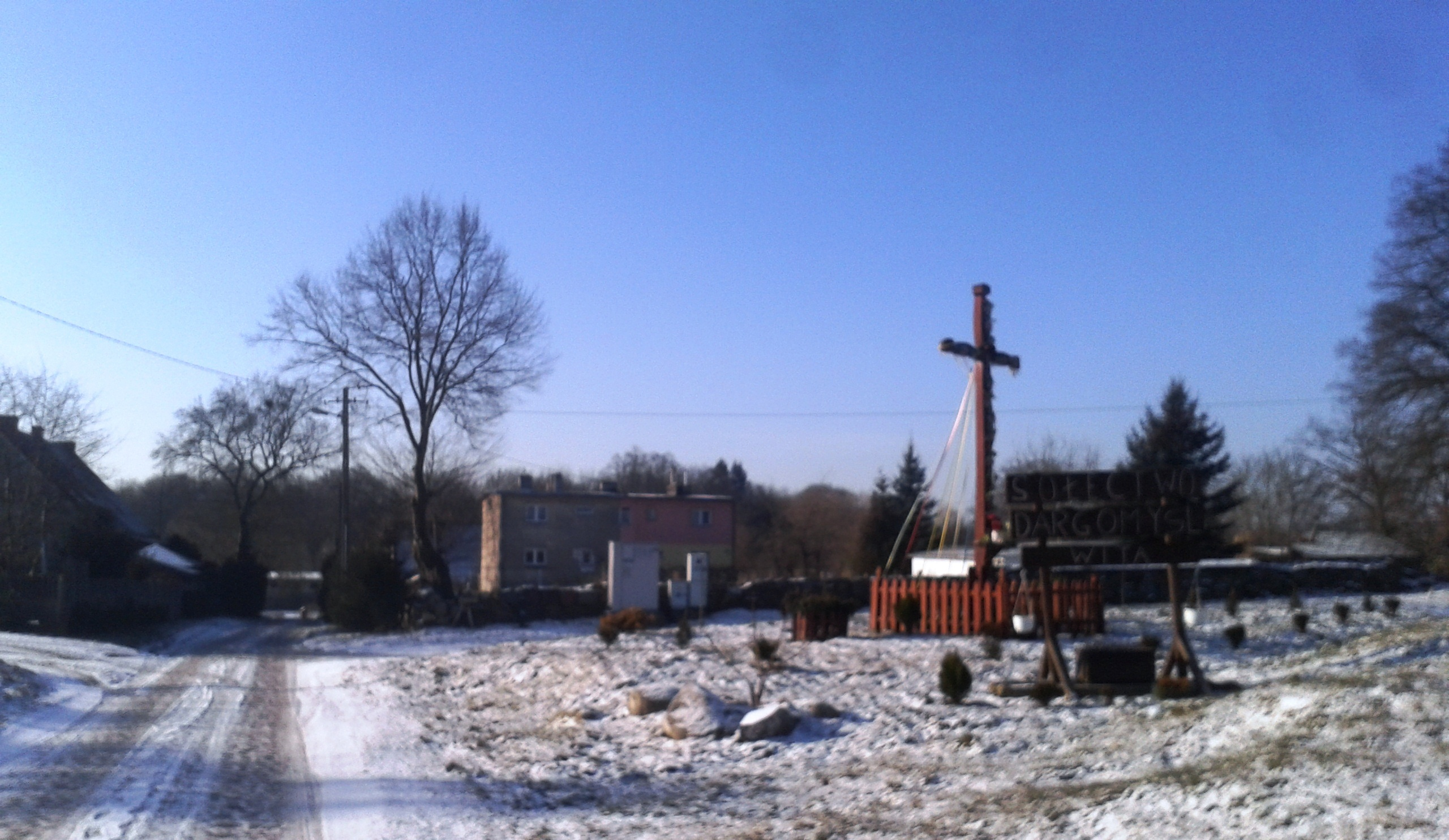
Ortsbild (Februar 2018)

## Geographische Lage
Das Dorf liegt in Hinterpommern, etwa 60 Kilometer nordöstlich von Stettin und etwa 15 Kilometer westlich der Kreisstadt Labes. Der nächste Nachbarort Roggow A liegt knapp 1 Kilometer westlich, am anderen Ufer des Flüsschens Ueckeley.

## Geschichte
Ab dem 19. Jahrhundert bildete Hoffelde einen politischen Gutsbezirk, der im Jahre 1910 293 Einwohner zählte. Zum Gutsbezirk gehörten auch die Kolonie Louisenhof, die Häusergruppen Roggow A (wohl bei dem Nachbardorf Roggow A gelegen) und Wieck sowie das Vorwerk Wilhelmsthal.
Später wurde Hoffelde in das benachbarte Roggow A eingemeindet und gehörte mit der Gemeinde Roggow A bis 1945 zum Kreis Regenwalde der preußischen Provinz Pommern.
Nach dem Zweiten Weltkrieg kam Hoffelde, wie ganz Hinterpommern, an Polen. Die Bevölkerung wurde durch Polen ersetzt. Das Dorf erhielt den polnischen Ortsnamen „Dargomyśl“. Heute liegt das Dorf in der polnischen Gmina Radowo Małe (Gemeinde Klein Raddow), in der es ein eigenes Schulzenamt bildet.

## Söhne und Töchter des Ortes
- Joachim Balthasar von Dewitz (1636–1699), brandenburgisch-preußischer Generalleutnant, Kommandant der Festung Kolberg
- Carl Joseph von Dewitz (1718–1753), preußischer Justizjurist und Diplomat
- Gerd von Lettow-Vorbeck (1902–1974), deutscher Jäger, Jagdschriftsteller und Schriftleiter